# Ulica Diamentowa w Lublinie
Ulica Diamentowa w Lublinie – ważna ulica w Lublinie łącząca ulicę Zemborzycką z ul. Krochmalną. Na większości swojej długości ma po jednym pasie ruchu w każdą stronę, jednak na końcowym odcinku (od skrzyżowania z ul. E. Romera) jest to droga dwupasmowa. Ma długość 2,7 kilometra, wzdłuż jej części poprowadzono ścieżkę rowerową. Od ronda Gorala (ul. Wrotkowskiej) do ronda Represjonowanych Żołnierzy-Górników (ul. Krochmalnej) stanowi fragment obwodnicy miejskiej.

## Otoczenie
Przy ulicy znajdują się: Parafia Miłosierdzia Bożego w Lublinie, Zakład Gazowniczy, stacja paliw Lotos, a także zakłady przemysłowe firm: Herbapol, Chmiel Polski, Spółdzielnia Pszczelarska Apis.

## Komunikacja miejska
Ulicą kursują linie autobusowe lubelskiej komunikacji miejskiej.